# South Deerfield
South Deerfield – jednostka osadnicza w Stanach Zjednoczonych, w stanie Massachusetts, w hrabstwie Franklin.